# Julia Faure (entrepreneuse)
Pour les articles homonymes, voir Faure et Julia Faure.
Julia Faure, née en 1988 en Alsace, est une dirigeante d'entreprise française qui milite pour un moindre impact sur le climat de la fabrication de vêtements. 
Cofondatrice de la marque de vêtements éthiques Loom, elle est également coprésidente du Mouvement Impact France depuis 2023. 

## Biographie
Ses parents sont respectivement professeure et ingénieur.

### Formation
Julia Faure grandit en Meurthe-et-Moselle. Après un bac scientifique suivi d'une prépa BCPST à Strasbourg, elle intègre l'école AgroParisTech d'où elle sort diplômée ingénieure agronome en 2012. Elle effectue son stage de fin d'études dans la logistique, au lancement d'Amazon en Espagne. Elle démissionne deux ans et demi plus tard pour suivre un master en études de genre à l'université autonome de Madrid. En 2016, de retour en France, elle intègre La Ruche qui dit oui, pour un an et demi.

### Engagement pour une mode éthique
En 2017, elle fonde avec Guillaume Declair l'entreprise de vêtements durables et éthiques Loom,,. L'entreprise se donne pour mission de produire des vêtements durables à faible impact sur la planète et les humains. Les vêtements sont fabriqués dans de petites usines en France et au Portugal. L'entreprise s'assure auprès de ses fournisseurs qu'il n'y ait pas d'exploitation d'enfants, de femmes sous-payées, d'usines en Asie, de pesticides dans les textiles utilisés ou d’animaux maltraités,.
En 2021, elle lance En mode climat, un réseau de professionnels du vêtement afin de demander aux pouvoirs publics de réguler le secteur du vêtement par des lois contraignantes. Elle explique que le problème est la surproduction et la surconsommation, et que le recyclage dans les bornes textiles est un leurre car seulement 5% des vêtements collectés sont réemployés.
Elle est à l'origine de la tribune Nous, marques textiles, demandons à être plus régulées, signée par 150 entreprises françaises textiles, publiée le 7 juillet 2021, dans Le Monde et fait partie des personnalités les plus engagées et consultées en France sur la thématique de l'impact écologique de l'industrie textile ,[source insuffisante],,.
En 2023, elle devient coprésidente, avec Pascal Demurger, du Mouvement Impact France,,.

## Distinctions
- En 2020, elle fait partie des 47 personnes présentes sur la photo du siècle de Yann Arthus-Bertrand, pour symboliser la nouvelle génération qui s'engage[20].
- En 2023, elle est classée seconde dans le classement du « TOP 35 des leaders positifs de moins de 35 ans [21]» par Les Échos[12].